# Kikujština
Gikujština nebo Kikujština (Gĩkũyũ, vyslovováno: [ɣēkōjó]) je jazyk centrální bantuské větve nigerokonžské jazykové rodiny používaný především etnickou skupinou Kikujů v Keni. Počtem 6 milionů obyvatel (22% keňské populace)  tvoří největší keňskou etnickou skupinu. Mluví se jí v oblasti mezi městy Nyeri a Nairobi. Je jedním z pěti jazyků podskupiny Thagichu používané mezi Keňou a Tanzanií. Kikujové obvykle své území určují podle horského pásma ve střední Keni jimi nazývaného Kirinyaga.
Pro zápis jazyka se používá upravená latinka.